# Speedway Grand Prix 1998
Speedway Grand Prix 1998 kördes över 6 omgångar. Tony Rickardsson blev världsmästare.

## Delsegrare
| Datum        | Stad      | Vinnare          |
| ------------ | --------- | ---------------- |
| 15 maj       | Prag      | Tony Rickardsson |
| 6 juni       | Pocking   | Tony Rickardsson |
| 19 juni      | Vojens    | Hans Nielsen     |
| 7 augusti    | Coventry  | Jason Crump      |
| 28 augusti   | Linköping | Tony Rickardsson |
| 18 september | Bydgoszcz | Tomasz Gollob    |

## Slutställning
| Plats | Förare           | Poäng |
| ----- | ---------------- | ----- |
| 1     | Tony Rickardsson | 111   |
| 2     | Jimmy Nilsen     | 99    |
| 3     | Tomasz Gollob    | 97    |
| 4     | Hans Nielsen     | 76    |
| 5     | Chris Louis      | 75    |
| 6     | Greg Hancock     | 69    |
| 7     | Ryan Sullivan    | 68    |
| 8     | Jason Crump      | 62    |